# Karamken

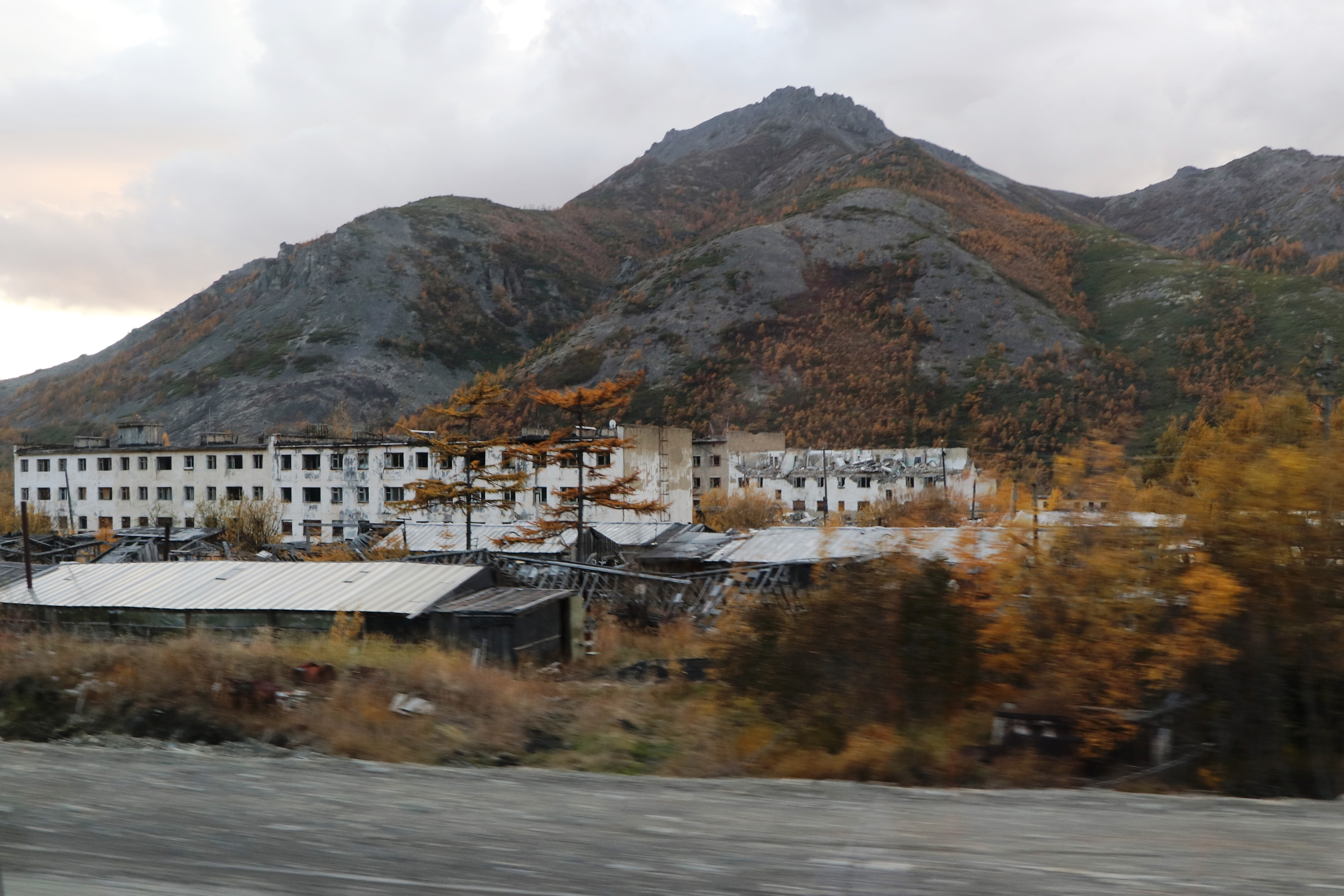
Karamken, 2021

Karamken (Russisch: Карамкен) was een nederzetting met stedelijk karakter in het district Chasynski van de Russische oblast Magadan gelegen aan het gelijknamige riviertje Karamken, een linkerzijrivier van de Chasyn. De naam is mogelijk afkomstig van het Eveense woord Карамк’ын (Karamk'yn), wat iets als "donker", "zwartachtig" betekent.
Het aantal inwoners bedroeg 745 bij de volkstelling van 2002 tegen 3.589 bij die van 1989 en ruim 4.000 in 1984. Na een incident in 2009 werd de plaats geëvacueerd. Een paar jaar later werd de plaats opgeheven. De plaats ligt aan de Kolymatrakt op ongeveer 97 kilometer van Magadan.

## Geschiedenis
Karamken ontstond rond 1932 als kleine wegenbouwersnederzetting door toedoen van Goelagdwangarbeiders van de Dalstroj aan de toekomstige Kolymatrakt op de 104e kilometer vanaf Magadan; eerst werden de plaatsen aangelegd, daarna werd de weg ernaartoe getrokken (die uiteindelijk 7 kilometer korter werd). Van 1 februari 1951 tot augustus 1953 had het Oesjosdorlag van de Dalstroj haar bestuur in de plaats. De gevangenen leefden er in een groot tentenkamp en pleegden onderhoud aan de weg en werkten aan de verdere uitbreiding daarvan. In 1957 werd er een werkplaats geopend voor de productie van gewapend betonnen buizen voor de fundering van bruggen en gebouwen. Er was toen ook een werkplaats voor de productie van metalen componenten voor samengestelde draagwerken van bruggen.
In 1964 vond een geologische expeditie onder leiding van V.L. Jaskevitsj een goud-zilverertslaag nabij de plaats in een vulkanische Krijtlaag met op plekken veel hydrothermale aders binnen de vulkanische Ochotsk-Tsjoekotkagordel. In 1971 werd begonnen met het onderzoek naar hoe men er het best een ertsveredelingskombinat op kon zetten. Dit kombinat werd in 1978 in werking gesteld en was destijds de modernste van de Sovjet-Unie. Vier jaar eerder werd de plaats in de categorie van nederzettingen met stedelijk karakter geplaatst in verband met de openstelling van de ertslaag. In de plaats waren eind jaren 1970 ter ondersteuning van het kombinat een fabriek voor bouwmaterialen, een instelling voor geologisch onderzoek, bouw- en montagebedrijf en een mijnreddingsteam actief.
In de jaren 1980 telde de plaats drie kruidenierszaken, twee zaken voor industriële goederen, een boekwinkel, stolovaja (sovjet-lunchzaak), warenhuis, een club met filmzaal en bibliotheek (in 1992 afgebrand), en middelbare school, drie kleuterscholen, een kinderdagverblijf, polikliniek, kinder- en jeugdsportschool (met skisport-voorziening) en een muziekschool. De ertsverwerker ging zich in die tijd ook toeleggen op de verwerking van goud- en zilvererts uit andere delen van de oblast.
In de jaren 1990 werd de mijn echter onrendabel en in 1995 raakte ze geheel uitgeput, waarop het ertsveredelingsbedrijf haar activiteiten staakte. Er werd nog gepoogd de ertsverwerker een nieuwe toekomst te geven door erts uit nieuwe mijnen als de Doekat-zilvermijn en de Aginskoje-goudmijn, maar dergelijke plannen werden niet doorgezet. In 1997 ging het bedrijf failliet en raakte het grootste deel van de bevolking werkloos. Een groot aantal inwoners is sindsdien weggetrokken naar andere plaatsen. Eind jaren 1990 werd er steeds vaker brand gesticht waarop leegstaande houten huizen werden gesloopt. Twee van de drie ketelhuizen werden gesloten en in 2003 werd de plaats 'perspectiefloos' genoemd, een voorbode van toekomstige sluiting. Het energiebedrijf van Karamken (Karamkenenergo), dat in 1994 onderdeel was geworden van het goudbedrijf Soesoemanzoloto, werd verplaatst naar Soesoeman. De eigendommen van het ertsveredelingsbedrijf en het energiebedrijf werden verkocht aan private opkopers voor verwerking tot schroot. In 2006 besloot de regionale Doema van de oblast Magadan tot de verplaatsing van de bevolking naar andere plaatsen, maar een besluit hierover werd vervolgens uitgesteld tot 2010.
Rondom de stortplaats (residuen) van het vroegere ertsveredelingsbedrijf was een 300 meter lange en 20 meter hoge retentiedam aangelegd, die na het faillissement van het ertsveredelingsbedrijf niet meer werd onderhouden en blootstond aan veelvuldig vandalisme. Van staatswege waren geen gelden beschikbaar voor het onderhoud, zoals bleek uit een onderzoek uit 2004. Op zaterdag 29 augustus 2009 om 8 uur 's morgens brak na drie dagen van regenval deze retentiedam. Daarop stroomden grote hoeveelheden modder, giftige pulp (cyanideproces) en uitgerukte bomen stroomden daarop naar het dorp en vermorzelden er 11 gebouwen, waaronder 8 appartementsgebouwen in Karamken. Bij de ramp kwam een persoon om het leven en een raakte vermist. De meeste mensen wisten te ontkomen door uit het raam te springen of in hoge bomen of op schuren of garageboxen te klimmen. Een groot deel van het giftige afval stroomde in de rivier.
In september 2009 besloot de gouverneur van oblast Magadan daarop tot voorbereidingen voor de evacuatie van de plaats.
In 2012 was het aantal inwoners teruggelopen tot 60 en werd de plaats omgezet naar een posjolok (plattelandsdorp). In 2014 was de plaats volledig verlaten en werd opgeheven. Het grondgebied werd in 2015 bij de gorodskoj okroeg van Chasyn gevoegd.